# 仙后座號列車
「仙后座」（日语： kashiopea */?）是隸屬於東日本旅客鐵道（JR東日本）旗下的超級豪華臥鋪列車，在JR九州推出九州七星號列車之前曾是日本最豪華的臥鋪列車。1999年7月16日首次運行，往返於東京的上野與北海道的札幌之間，不同於一般日式臥鋪列車，仙后座號是以豪華的美式風格為概念所設計，全列車都採私人包廂型式，雙層車體，只有餐車與展望室等設施才是開放式的。
因北海道新幹線會於2016年3月26日通車營運，新幹線與在來線共用海峽線青函隧道，其高架電車線電壓將於新幹線開始營運時從現行20,000伏特50Hz交流電，升壓至25,000伏特。除了JR貨物的EH800型電力機車、JR東日本的E001型電聯車以外，其他電力機車與電聯車都無法在升壓後駛入海峽線。2015年9月15日，JR東日本與JR北海道宣佈將停駛仙后座號、超級白鳥號/白鳥號及玫瑰號等行駛海峽線的定期在來線客運列車，並於12月公布了這些列車的最後行駛日期。
仙后座號的最終定期列車於2016年3月20日由札幌發車，隔日抵達上野，之後改為不定期營運臨時列車，至2025年7月4日正式退役。

## 簡介
如同日本另外一輛也是往返於上野～札幌間的豪華臥鋪列車北斗星號，仙后座號也是採用了北方天空中特別醒目的星宿——仙后座來作為命名由來，以便強調它的北國風情。

仙后座號平常是以兩天內往返各一趟的方式運行於上野與札幌兩個終點站之間，因此除了少數旺季與假日班次比較密集之外，它通常都是在每週日、二、五的傍晚由上野車站發車，迎著夕陽往北方前進，穿過星空之下，於隔日上午抵達札幌車站，再於當天傍晚由札幌出發，於第三天的上午回到東京上野。由於JR東日本底下只擁有一列仙后座號客房數量有限，因此需要事先提早購票預約才不會遇到客滿的狀況。
在車內配置上，仙后座號全車都配置JR方面稱為「A寢台」的高級臥鋪包廂（等級相當於一般列車的「綠席」座位，也就是日本的頭等席之意）與特殊列車才有的「特A寢台」包廂。包廂共有三級，分別是套房（カシオペアスイート），包括全車只有一間的家庭房——仙后座豪華房（展望室），6間套房（採上下雙層設計形式），及一間位於3號車上層的套房，總計8間；一間頂級的仙后座豪華房（カシオペアデラックス），位於2號車下層；與79間仙后座雙人房（カシオペアツイン），其中一間是方便輪椅乘客使用的無障礙空間房（カシオペアコンパート）。除此之外列車的3號車是餐車，列車末端（面對札幌方向）的12號車是展望室車，餐車裡面每天提供號稱一流國際飯店水準的懷石御膳或法國料理作為晚餐，但因為餐車座位有限，因此規定分一天三梯次輪流用餐，每梯次約1.5小時。至於想要在客房內悠閒享受晚餐的旅客，也可以選擇訂購只有此列車上才買得到的仙后座特別便當（カシオペアスペシャル弁当）。
不過，豪華的代價是沉重的，仙后座號擁有日本國內最高昂的鐵路票價，縱使是最入門等級的仙后座雙人房，一人份單程票價仍然高達三萬多日圓。除此之外，因為全車都是雙人房的設計（必要時部分車廂可以加床變成三人以上），因此即使只有一人搭乘也需擔負兩人份的票價，使得來回一趟的車資，幾乎可超過兩個人一同搭乘國內線班機往返外加高級旅館的一夜住房費用，也難怪自從開始營運以來，仙后座號一直被JR當作是旗艦或看板列車般對待，經常在一些介紹日本鐵道的書刊上密集曝光。
總體上來說，由於新幹線的開通、長途巴士的普及與國內航空業的發達，日本的臥鋪列車不再負擔長距離旅客運輸的主要功能，因此利用豪華的列車客房與精緻的餐飲服務來吸引觀光取向的乘客，是仙后座號這一類豪華臥鋪列車主要的存在訴求，也是傳統產業面對新式競爭時的一種變通。
2016年3月19日，取消定期仙后座號列車，於同年6月，JR東日本子公司びゅうトラベルサービス主導辦理，開行カシオペアクルーズ(Cassiopeia cruise)與カシオペア紀行(Cassiopeia 紀行)。

## 規格
仙后座號的列車車身等硬體設備是特別為了其特殊用途而另行打造，不屬於JR原有的車輛系列。車系代號E26的仙后座號共有12節不同詳細配置的車身（不包含動力機車部份），與一輛有必要時才加掛的臨時電源車。

### 動力部份
在動力牽引部份，由於仙后座號的運行範圍橫跨JR東日本與JR北海道兩家公司的營運範圍，共三種不同的設施路段，因此沿途它總共會更換三種不同的動力車頭，分別是：

#### 目前使用
- EF81：EF81是隸屬於JR東日本旗下的交直流兩用電力機車，因仙后座列車退出常態運用後、JR東日本將旗下所有EF510-500番台售予JR貨物，重新啟用投入臨時列車カシオペアクルーズ與カシオペア 紀行的牽引任務。
- 日本國鐵EF64型電力機車: 因臨時列車カシオペアクルーズ途經上越線面臨陡坡路線、採用本型機關車擔任上野車站→長岡車站間之前補機。
- JR貨物EH800型電力機車:因青函隧道架空線規格變更為25000V 50Hz，以往使用之日本國鐵ED79型電力機車無法繼續使用(且車輛已全數退役)、故改以此型機關車牽引カシオペア 紀行行駛青森車站→函館車站間。
- JR貨物DF200型柴油機車:因JR北海道旗下之日本國鐵DD51型柴油機車已全數退役、故改以此型機關車牽引カシオペア 紀行函館車站→札幌車站間。

#### 過往使用
- EF510：EF510是隸屬於JR東日本旗下的交直流兩用電力機車，負責仙后座號在上野到青森路段間的牽引任務。2010年6月25日，EF510正式開始牽引仙后座號的載客列車[4]。
- ED79：ED79是隸屬於JR北海道旗下的交流電力機車，主要的用途是負責津輕海峽線路段的車輛牽引（也就是青函隧道專用車頭）。ED79不是仙后座號專用車頭，而是與包括海峽號在內所有往返於青森與函館間的列車，共用編號1、2、4到21號的許多輛ED79車頭，但ED79在牽引仙后座時，仍會在車頭前方掛上圓形的仙后座號專屬列車標誌。
- DD51：DD51是JR北海道旗下所使用的柴液機車，使用於該公司營運範圍內，尚未全部鐵路電氣化的路線。仙后座號與其他的長途豪華列車，例如黃昏特快號（トワイライトエクスプレス，Twilight Express）與北斗星號，共用編號1006、1054、1068、1083、1095、1100、1102、1137、1138、1140到1143，與1148號等的DD51車頭。DD51以兩輛重連的方式，牽引仙后座號往返於函館與札幌之間。

### 車廂部份
仙后座列車的車廂總共有12節，它們的編號與設備分別表列如下：
注意：列車的編組上，1號車永遠朝向上野方向，12號車則朝向札幌方向，上下行時從車頭至車尾正好順序顛倒。
| 車廂編號 | 車型代號 | 主要設施           | 輔助設施                               | 製造廠商         | 製造年份 |
| -------- | -------- | ------------------ | -------------------------------------- | ---------------- | -------- |
| 1        |          | 特A寢台車          | 車掌室                                 | 富士重工         | 1999年   |
| 2        |          | 特A寢台車          | 公用廁所，公用電話                     | 富士重工         | 1999年   |
| 3        |          | 餐車（可容納28人） | 下層為作業區                           | 東急車輛         | 1999年   |
| 4        |          | A寢台車            | 車掌室                                 | 新潟鐵工         | 1999年   |
| 5        |          | A寢台車            | 迷你前廊                               | 新潟鐵工         | 1999年   |
| 6        |          | A寢台車            | 共用淋浴室                             | 富士重工         | 1999年   |
| 7        |          | A寢台車            | 共用廁所                               | 東急車輛         | 1999年   |
| 8        |          | A寢台車            |                                        | 東急車輛         | 1999年   |
| 9        |          | A寢台車            | 迷你前廊                               | 新潟鐵工         | 1999年   |
| 10       |          | A寢台車            | 共用淋浴室                             | 富士重工         | 1999年   |
| 11       |          | A寢台車            | 共用廁所                               | 東急車輛         | 1999年   |
| 12       |          | 展望室車兼電源車   | 車掌室，業務用室，自動販賣機，公共電話 | JR東日本大宮工廠 | 1999年   |

除了標準的12節車廂外，仙后座號還有一輛專用的後備電源車（車型編號カヤE27-501）是在觀景兼電源車的12號車廂故障或進場檢修時才會替代它串連在列車後方，只具有安置行李與提供電力的功能，一般乘客無法進入該車廂中。
| ←上野※札幌※→ |    |    |   |    |    |    |    |    |    |    |    |    |
| 1            | 2  | 2  | 3 | 4  | 5  | 6  | 7  | 8  | 9  | 10 | 11 | 12 |
| SU           | SU | DX | D | A2 | A2 | A2 | A2 | A2 | A2 | A2 | A2 | L  |

- 客艙 - 全車皆為A寢台
  - SU - 仙后座套房（Cassiopeia Suite，1號車、2號車）
  - DX - 仙后座豪華房（Cassiopeia Deluxe，2號車）
  - A2 - 仙后座雙人房

（4號車至11號車）
- - 4號車內配有輪椅專用的無障礙空間房（Compart）
- D - 餐車（3號車）
- L - 展望室車（12號車）

※ 青森 - 函館間路段的編組正好顛倒。

## 延伸阅读
- 今こそ乗りたい寝台列車の旅. JTBの交通ムック. JTBパブリッシング. (2013-03-15). p. 37,39,41-62. ISBN 978-4533089930.
- J-train編集部、2016、「特集　寝台特急「カシオペア」」、『J-train』Vol.60、イカロス出版 pp. 3–44
- 時刻表編集部『JTB小さな時刻表2015・16-冬』JTBパブリッシング、2015年。

## 外部連結
- JR東日本仙后座列車官方網頁（页面存档备份，存于）（日文）
- JR東日本官方網站（页面存档备份，存于）（日文，英文，中文簡體，韓文）
- JR北海道官方網站（页面存档备份，存于）（日文，英文，中文繁體，韓文）